# Eagle-Eye Cherry
 (juin 2019).
Si vous disposez d'ouvrages ou d'articles de référence ou si vous connaissez des sites web de qualité traitant du thème abordé ici, merci de compléter l'article en donnant les références utiles à sa vérifiabilité et en les liant à la section « Notes et références ».
Pour les articles homonymes, voir Cherry.
Eagle-Eye Cherry, né le 7 mai 1968 à Stockholm,, est un chanteur suédo-américain.

## Biographie
Eagle-Eye Cherry provient d’une famille d’artistes, son père étant le trompettiste de jazz Don Cherry, sa mère l'artiste Moki Cherry, et sa sœur Neneh Cherry. Peu après sa naissance, il déménage avec son père à New York où il commence sa carrière musicale.
Après la mort de Don Cherry en 1995, Eagle-Eye Cherry revient à Stockholm avec sa petite amie et se concentre sur l’écriture de chansons[source secondaire souhaitée]. Il enregistre peu après Desireless (en 1996), un succès en Scandinavie et dans le reste de l’Europe. Sa chanson suivante, Save Tonight, devient son premier succès international.

## Discographie

### Albums
- 1997 : Desireless
- 2000 : Living in the Present Future
- 2003 : Sub Rosa
- 2007 : Live and Kicking (album live)
- 2012 : Can't Get Enough
- 2018 : Streets of You
- 2023 : Back On Track

### Singles
- Save Tonight - 1997
- When Mermaids Cry - 1998
- Falling in Love Again - 1998
- Permanent Tears - 1999
- Promises Made - 2000
- Are You Still Having Fun? - 2000
- Long Way Around - 2000
- Skull Tattoo - 2003
- Don't Give Up - 2003
- Streets of You - 2018